# Bogdan Kończak
Bogdan Kończak pseud. „Kodan” (ur. 15 sierpnia 1929 w Modlinie) – polski działacz konspiracji niepodległościowej w czasie II wojny światowej oraz uczestnik powstania warszawskiego, duchowny rzymskokatolicki, ksiądz kanonik.

## Życiorys
Urodził się w Modlinie jako syn Stanisława i Heleny z domu Gromadko. W trakcie okupacji niemieckiej służył od stycznia 1944 roku jako goniec w Ochronie Przeciwlotniczej. Brał udział w powstaniu warszawskim na Żoliborzu. Warszawę opuścił wraz z ludnością cywilną (wcześniej został wyciągnięty z grupy cywilów i skierowany do grupy osób mających stanowić żywe tarcze osłaniające czołgi niemieckie). Po wojnie zamieszkał w Krotoszynie, a w 1949 roku zdał egzamin maturalny w Ostrowie Wielkopolskim i wstąpił do Seminarium Duchownego w Poznaniu. Święcenia kapłańskie otrzymał w 1955 i został skierowany jako wikariusz do pracy w Żabikowie, a następnie w Poznaniu. W 1968 został proboszczem parafii w Kucharach koło Kalisza. Następnie od 1979 przez wiele lat był proboszczem parafii pw. Świętego Krzyża w Szamotułach.
Ks. Bogdan Kończak jest członkiem Okręgu Wielkopolska ŚZŻAK.

## Wybrane odznaczenia
- Krzyż Komandorski Orderu Odrodzenia Polski[2],
- Medal Stulecia Odzyskanej Niepodległości (2022)[3],
- Warszawski Krzyż Powstańczy (1994)[1],
- Krzyż Armii Krajowej (1994)[1]